# Villa Carlos Fonseca
Villa Carlos Fonseca est une municipalité nicaraguayenne du département de Managua au Nicaragua.